# Полошково (Климовичский район)
Поло́шково (бел. Пало́шкава) — агрогородок, административный центр Домамеричского сельсовета Климовичского района Могилёвской области Белоруссии.

## Географическое положение
Находится в 136 км от Могилёва, в 12 км севернее районного центра Климовичи, недалеко от государственной границы с Российской Федерацией. Ближайшие населённые пункты — деревни Барсуки, Домамеричи, Новые Домамеричи. Рельеф равнинный, по восточной окраине Полошкова протекает река Сосновка (левый приток реки Остёр). Через Полошково проходит автомобильная трасса республиканского значения Р43.

## Этимология и распространённость названия
Версии происхождения ойконима «Полошково»:
- от фамилии Полошков[8]
- от имени Полошка (уменьшительная форма личного имени Епполоний)[9]
- от слова «полошка»[10]

Другие населённые пункты с названием «Полошково» существуют в Республике Беларусь и в Российской Федерации. Кроме того, в славянских государствах встречаются схожие ойконимы: Плошково (пол. Płoszkowo) в Польше, Полошки (укр. Полошки) на Украине, Полошко (макед. Полошко) в Македонии.

## История
- Впервые Полошково упоминается в инвентаре 1712 года как деревня в составе Домамеричского войтовства Кричевского староства Мстиславского воеводства Великого княжества Литовского, входившего в состав Речи Посполитой. Существует мнение, что первые жители Полошкова могли заниматься оружейным промыслом[11]. В 1720-х годах (после окончания опустошительной Северной войны) земли деревни активно осваивались путём основания слобод (в 1722 году — Свирель, в 1723 году — Гусарка)[12].
- Полошково находилось в районе антифеодального восстания 1740—1744 годов под руководством Василия Матвеевича Вощилы, называвшего себя внуком Богдана Хмельницкого[13]. В январе 1744 года после неудачной попытки овладеть Кричевом повстанцы собрали силы (около 4 тыс. человек) у деревни Церковище, в 4 км южнее Полошкова. На рассвете 26 января 1744 г. лагерь повстанцев был ликвидирован войском князя Иеронима Флориана Радзивилла, вскоре карательные радзивилловские отряды подвергли разграблению деревни Кричевского староства[14].
- В 1747 году насчитывалось 29 дворов, деревня являлась собственностью государства (посессией)[15].

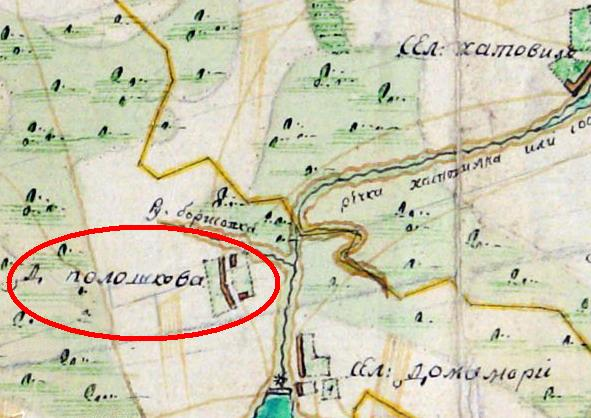
Полошково на генеральном плане Климовичского уезда (1783 год)

- После первого раздела Речи Посполитой — в составе Российской Империи. Полошково на генеральном плане Климовичского уезда (1783 год) В 1779 году насчитывалось 24 двора, 148 жителей, деревня являлась собственностью помещика. В середине XIX века через деревню пролегло оживлённое Московско-Варшавское шоссе, на котором находилось большое количество почтовых станций (ближайшая к Полошкову — в селе Домамеричи). В 1858 году в Полошкове — 99 ревизских душ. Согласно изданному в 1887 году в Варшаве на польском языке Географическому словарю Царства Польского и других славянских стран, в Полошкове было 56 дворов, 389 жителей[16]. Крестьяне занимались земледелием, а также портняжным, бондарным, кузнечным ремёслами, отхожими промыслами. Некоторые жительницы деревни были известны как знахарки и практиковали лечение «наговоренной водой» (такие случаи фиксировались и в конце XX века). В 1897 году в Полошкове проживало 513 человек. Деревня относилась к числу крупных населённых пунктов Хотовижской волости Климовичского уезда Могилёвской губернии[17], имелось 50 дворов и кузница. По свидетельству старожилов, в конце XIX — начале XX века некоторые жители Полошкова добровольно переселились в Сибирь. В 1910 году — 64 двора и 512 жителей, деревня принадлежала мещанину православного вероисповедания С. Могилёвцеву[18]. Распространёнными крестьянскими фамилиями являлись Кирейковы, Лисейковы, Николайковы, Петрулины, Прудниковы, Стефаненко, Томашовы, Трофименко, Хомченко, Чернявские, Яйцовы. Жители деревни были православными христианами, ближайшая церковь[19] находилась в селе Домамеричи Хотовижской волости и была освящена во имя Святителя Николая. В начале XX века Полошково относилось к Домамеричскому приходу Святителя Николая (1-е благочиние Климовичского уезда Могилёвской епархии)[20].
- В 1917—1918 годах деревня находилась в составе Западной области, в январе 1919 года — в БССР, затем — в РСФСР. В марте 1924 года возвращена БССР. В 1926 году насчитывалось 88 хозяйств, 538 жителей. Колхоз «Социалистический ударник» был создан 15 декабря 1930 года[21], первоначально объединил 28 семей. К 1932 году в колхозе насчитывалось 38 хозяйств, имелось 188 га пашни, работала кузница. Колхоз обслуживался Климовичской машинно-тракторной станцией. В 1930-е годы некоторые уроженцы деревни (крестьяне-единоличники, православные священники[22][23] и др.) были необоснованно репрессированы.
- В годы Великой Отечественной войны уроженцы деревни сражались в рядах РККА, были награждены государственными наградами СССР, многие погибли или пропали без вести на фронте[24]. В 1941 году отступавшие части РККА вели в районе Полошкова тяжёлые оборонительные бои[25], в ходе которых отличился[26] командир 6-й стрелковой дивизии Ф. А. Осташенко (впоследствии — Герой Советского Союза, генерал-лейтенант)[27]. 2 августа 1941 года передовой отряд 7-й «баварской» пехотной дивизии вермахта достиг деревни[28]. Полошково находилось под немецкой оккупацией с августа 1941 года по сентябрь 1943 года. Освободили деревню части 369-й Карачевской стрелковой дивизии. Преодолевая серьёзное огневое сопротивление немецких войск, 28 сентября 1943 года 1225-й стрелковый полк этой дивизии одним батальоном форсировал реку Сосновка и начал бой за Полошково, продолжавшийся всю ночь. По воспоминаниям старожилов, гитлеровцы подожгли деревню и захватили несколько десятков мирных жителей, однако вынуждены были их отпустить. В сообщении Совинформбюро от 28 сентября 1943 года Полошково упомянуто среди населённых пунктов, занятых РККА в результате наступления на Могилёвском направлении[29]. Вместе с тем, документы Центрального архива Министерства обороны Российской Федерации свидетельствуют, что бой за деревню продолжался и утром 29 сентября, к полудню деревня была очищена от оккупантов[30]. Следует отметить, что в боевом донесении 212-й стрелковой дивизии от 30 сентября 1943 года говорится, что Полошково освободили части этой дивизии[31].

В списке деревень Климовичского района, сожжённых в годы Великой Отечественной войны, приведена следующая информация:
| № п/п | Название деревень | Наименование колхозов    | Уничтожено дворов | Уничтожено человек | Угнано в Германию |
| ----- | ----------------- | ------------------------ | ----------------- | ------------------ | ----------------- |
| 93    | Полошково         | Социалистический ударник | 70                | 0                  | 4                 |

На принудительные работы в Германию оккупантами были угнаны два молодых человека (1923 и 1925 годов рождения) и две девушки (1925 года рождения).
В составленном в 1969 году акте обследования и уточнения ущерба, причинённого немецко-фашистскими оккупантами Домамеричскому сельсовету, в отношении Полошкова указаны такие цифры:
| Количество дворов накануне войны                             | 67  |
| В них было населения                                         | 274 |
| Количество уничтоженных дворов                               | 37  |
| Уничтожено населения                                         | 1   |
| Сколько раз населённый пункт подвергался уничтожению         | 1   |
| Количество дворов после восстановления населённого пункта    | 67  |
| Количество населения после восстановления населённого пункта | 235 |
| Угнано в фашистское рабство                                  | 3   |
| Возвратилось из фашистского рабства                          | 3   |
| Погибло на фронтах Великой Отечественной войны               | 33  |
| Погибло в партизанских отрядах и подполье                    | 0   |
| Количество жителей в настоящее время                         | 211 |

- В 1949—1950 годах было проведено укрупнение колхозов, в результате которого в Домамеричском сельском совете осталось два колхоза — имени М. И. Калинина (правление — в Полошкове)[35] и «Красная нива»[36]. В 1970 году в деревне насчитывалось 93 хозяйства, 238 жителей. В Полошкове располагалось правление сельскохозяйственного производственного кооператива «Колхоз „Сосновка“» (документы о деятельности колхозов хранятся в зональном государственном архиве в г. Кричеве)[37].

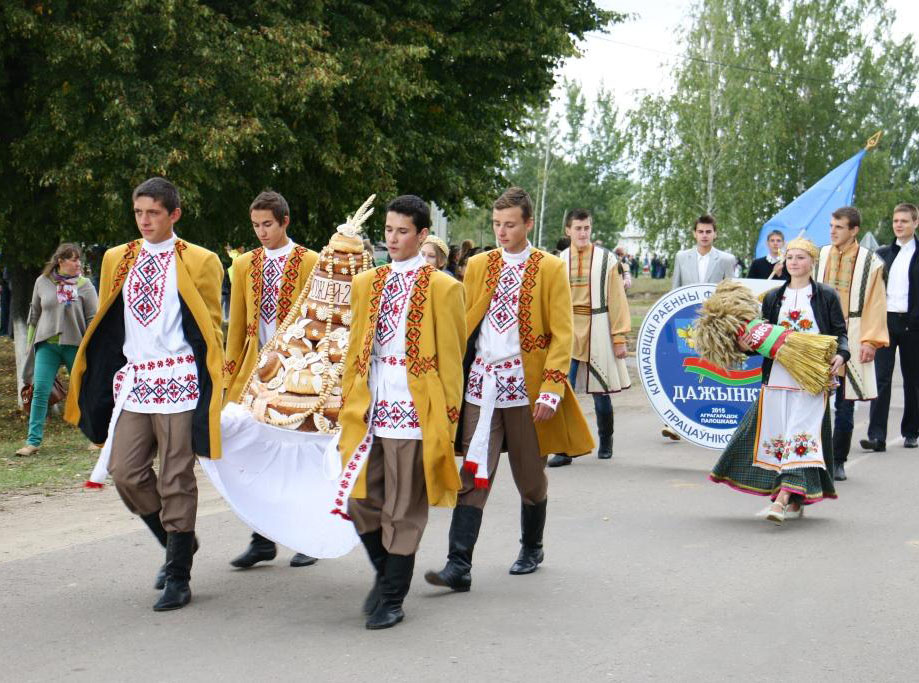
Дожинки в Полошкове, 2015 год

- В 1994 году в Полошкове было 136 хозяйств, в них населения — 410 человек[38].  Дожинки в Полошкове, 2015 год  В 2001 году насчитывалось 125 хозяйств, 371 житель[39]. Полошково преобразовано в агрогородок в 2010 году[40], фактически агрогородок был введён в эксплуатацию осенью 2009 года[41][42], на его комплексное благоустройство израсходовали 5 млрд. белорусских рублей[43]. Были отремонтированы и построены новые объекты, в том числе в производственной сфере[44][45]. В феврале 2010 года решением Климовичского районного Совета депутатов административно-территориальный центр Домамеричского сельсовета был перенесён из деревни Домамеричи в Полошково[5]. В настоящее время в Полошкове расположены Домамеричский сельский Совет депутатов, сельский исполнительный комитет, а также административный центр филиала «Нива-Агро» ОАО «Климовичский комбинат хлебопродуктов»[46][47]. Хозяйство специализируется на производстве молока и зерна, на его территории находится несколько ферм[48]. Сегодня агрогородок Полошково — один из крупнейших насёленных пунктов в районе. На территории центральной усадьбы агрогородка проживает более 340 человек, из них около 200 человек трудоспособного населения, 79 детей, 129 семей[49].

## Архитектура
- Проект планировки и застройки Полошкова был разработан в 1983 году Могилёвским филиалом института «Белколхозпроект». К юго-востоку от прямолинейного участка автотрассы Р43 (ул. Московская) расположена основная застройка, имеются улицы Восточная, Конторская, Молодёжная, Полевая, Солнечная, Трудовая, Центральная, Школьная. Застройка двусторонняя, плотная, превалируют деревянные дома усадебного типа, есть кирпичные двухэтажные 4-квартирные и одноэтажные одноквартирные дома. Общественные здания размещены среди жилой застройки. На западной окраине хозяйственный сектор.
- В 1980 году возле здания правления колхоза был установлен памятник М. И. Калинину.
- В течение 2009 года проводилось комплексное благоустройство Полошкова. Был осуществлён капитальный и текущий ремонт общественных и жилых зданий, обновлены фасады сельского Совета, магазина, почтового отделения, комплексного приёмного пункта. Проложены водопроводные сети протяжённостью 1 км с устройством водоразборных колонок. На улицах Конторская, Солнечная, Школьная сделано асфальтобетонное покрытие проезжей части, устроены пешеходные дорожки, установлены ограждения и заменены светильники. По улице Московской, где проходит автотрасса, установлены два павильона, оформлен въезд в Полошково, световой рекламой обозначены объекты придорожного сервиса. Возле школы обновлён памятник землякам, погибшим в годы Великой Отечественной войны, выполнены иные мероприятия[45].

## Социальная инфраструктура
В Полошкове осуществляют деятельность:
- Государственное учреждение образования «Учебно-педагогический комплекс Полошковский детский сад — средняя школа Климовичского района»[50], школьная библиотека[51]
- Полошковская сельская библиотека[52]
- Отделение Климовичской ДЮСШ[53]
- Сельский клуб, на базе которого функционируют 6 кружков (для взрослых, детские, клуб молодой семьи «Пристань влюблённых»)
- Магазин № 44 товарно-продовольственного снабжения
- Комплексный приёмный пункт УКП «Бытуслуги»
- Социальный пункт учреждения «Климовичский районный центр социального обслуживания населения»
- Фельдшерско-акушерский пункт[54]
- Отделение почтовой связи[55]
- Кафе (ЧУП «Корчма»)[56]

## Экологическая обстановка
Домамеричский сельский совет не относится к числу территорий, подвергшихся радиоактивному загрязнению в результате аварии на Чернобыльской АЭС. В 1991 году гамма-фон в Полошкове составлял от 6 до 26 микрорентген в час, то есть находился в пределах нормы.

## Памятные места
- Памятник землякам. Находится в центре Полошкова, возле школы. В память 176 земляков, погибших в Великую Отечественную войну, в 1968 году установлен обелиск[60]. Памятник обновлён в 2009 году.
- Могила Буковского Александра Селиверстовича. Находится в северо-западной части Полошкова. Политрук танковой роты капитан А. С. Буковский погиб 2 августа 1941 года в бою с немецко-фашистскими оккупантами. В 1981 году на могиле установлен обелиск, в июне 2009 года — памятник из чёрного мрамора, железобетонное ограждение.
- Братская могила красноармейцев. Находится возле Полошкова, в лесу за переездом. Количество захороненных красноармейцев не установлено. Металлическая стела высотой 5 метров установлена в 1985 году[61].

## Известные уроженцы
- Петрулин, Кузьма Иванович (1923—2005, Минск), топограф и гидротехник[62][63].
- Томашов, Даниил Порфирьевич (1875—1926, Москва), мастер смычковых инструментов[63][64].

## Краеведческая работа
Полошковская средняя школа проводит значительную краеведческую работу. Составлена летопись Полошкова, с 1985 года действует школьный краеведческий музей. Большое внимание уделяется изучению событий Великой Отечественной войны, в 2010 году труд поискового отряда школы был отмечен Почётной грамотой и благодарственным письмом Могилёвского облисполкома..

## Легенды
Ещё во второй половине XX века от старожилов можно было услышать рассказы о том, что большую дорогу, проходящую через Полошково, проложили по указанию российской императрицы Екатерины II, и что государыня сама по ней ездила. В действительности Московско-Варшавское шоссе появилось только в XIX веке, в царствование Николая I — внука Екатерины. В 1787 году, совершая знаменитое «путешествие в полуденный край России», Екатерина II проследовала через Могилёвское наместничество по маршруту Мстиславль- Лобковичи- Кричев-Чериков- Пропойск-Чечерск. Таким образом, ближайшим к Полошкову населённым пунктом, посещённым императрицей, был Кричев. Данное событие оставило яркий след в народной памяти, но с течением времени в результате устных пересказов география екатерининской поездки несколько «расширилась».

## Интересные факты
- На военно-топографической карте Российской Империи, изданной в 1913 году, в названии деревни была допущена ошибка (Поломкова).
- В исследовании Т. С. Воробьёвой «Семантические особенности фразеологизмов словаря свадебной обрядности могилёвских говоров» рассматриваются фразеологизмы, собранные, в частности, в Полошкове[68].